# Мери Николова
Мери Николова (на македонска литературна норма: Мери Николова) е поетеса от Северна Македония.

## Биография
Родена е през 1973 година в Пробищип, тогава във Федерална Югославия. Завършва Философския факултет на Скопския университет. Работи в Министерството за образование и наука на Република Македония. Член е на Дружеството на писателите на Македония от 1998 година.